# Étoile (classification)
Pour les articles homonymes, voir Étoile (homonymie).
 (mars 2012).

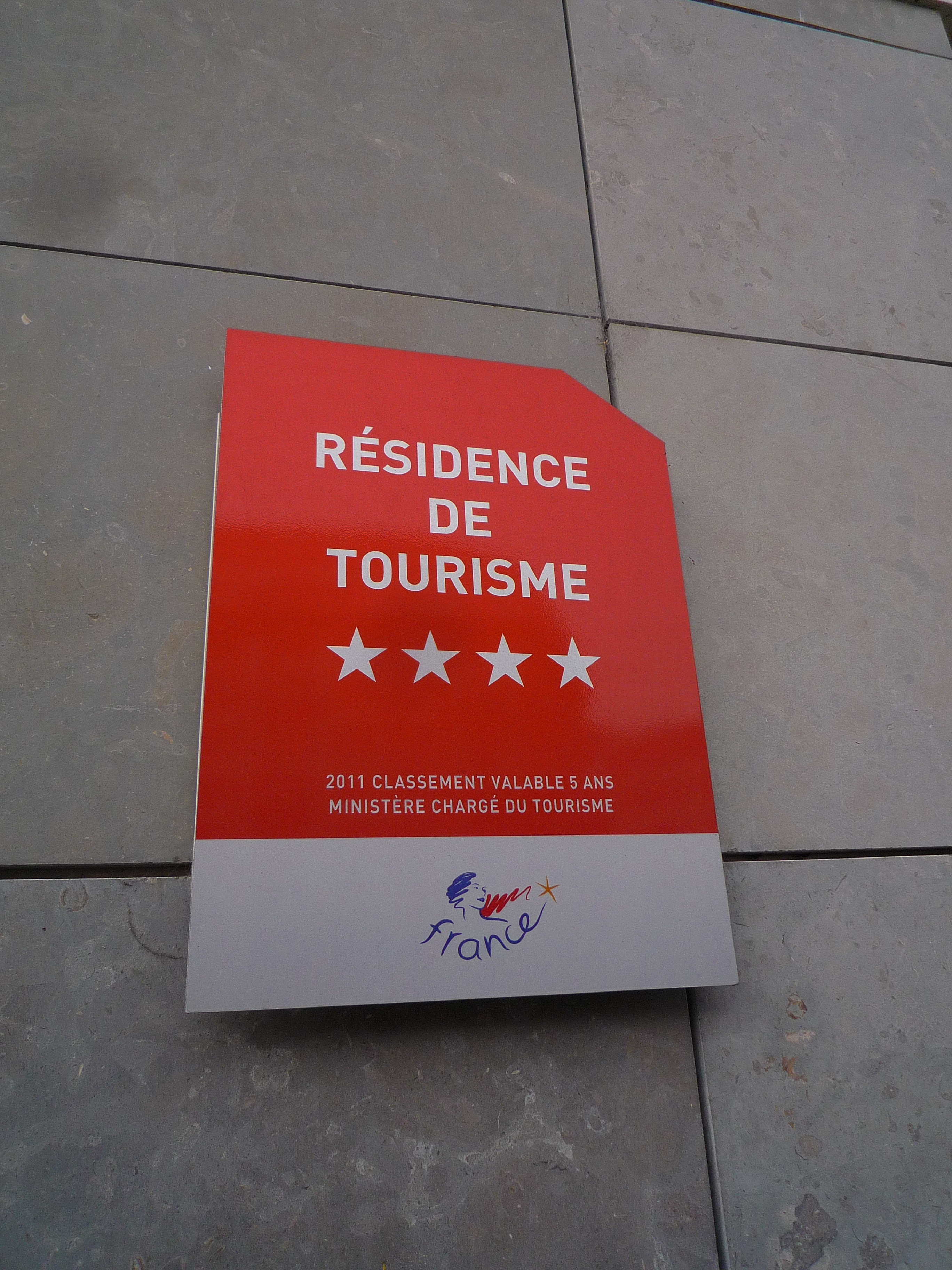
La signalétique des résidences de tourisme en France.

Les étoiles sont des symboles souvent utilisés dans les systèmes de notation. On retrouve ce système de classement dans les critiques de cinéma, de télévision, de gastronomie ou dans certaines pages web pour permettre aux internautes de les évaluer.
Une échelle d'évaluation est définie avec un nombre maximal d'étoiles donné ; ainsi, un élément jugé médiocre n'a aucune étoile tandis qu'un excellent aura le maximum. On trouve parfois des demi-étoiles pour définir une note intermédiaire.

## Classification de l'hôtellerie
Le système de classification par étoiles est utilisé pour évaluer les hôtels, les établissements d'hôtellerie et les campings. Plus le nombre d'étoiles est élevé, plus l'établissement offre des services et du confort. Certaines entreprises utilisent leur propre classification à l'image du Club Med avec ses « tridents ».

### Europe

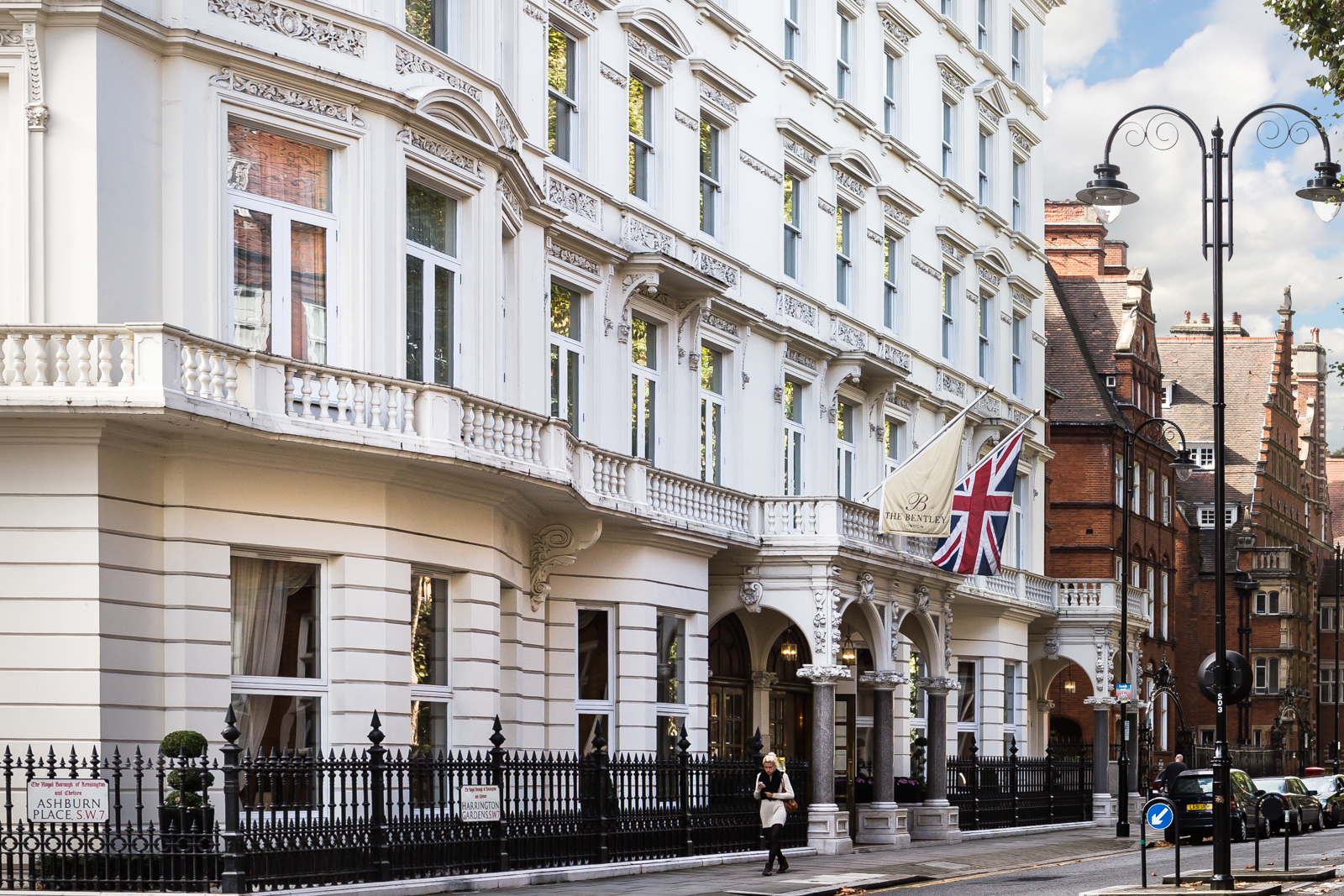
The Bentley London, hôtel 5 étoiles AA situé à Londres (Grande-Bretagne).

#### France
En France, le système de classification officiel des établissements d'hôtellerie a changé en 2010 : il permet la création d'une nouvelle classe, le « cinq étoiles ». Cette classification, qui ne concernait que les campings et les hôtels, concerne désormais les établissements d'hôtellerie tels que : parc résidentiel de loisirs, résidence de tourisme, village de vacances ou village résidentiel de tourisme. Ce nouveau système de classement est fait par des cabinets privés, accrédités par le Cofrac. 
Cette nouvelle classification en cinq catégories concerne aussi les meublés de tourisme et les gîtes labellisés Clévacances et Gites de France. L'activité de location de chambre d'hôtes est classifiée en cinq catégories par les organismes Clévacances et Gites de France.

### Amérique

#### Québec
Au Québec, le système de classification officiel des établissements d'hôtellerie va de 0 à 5 étoiles.

#### États-Unis
Aux États-Unis, l'AAA (Association américaine des automobilistes) et leurs organismes affiliés utilisent des diamants plutôt que des étoiles pour exprimer le luxe d'un hôtel ou d'un restaurant.

### Classification privée
World Hotel Rating (Agence mondiale de notation hôtelière), organisme privé créé en 2009, a pour objet de classifier les hôtels adhérents en catégories descriptives, de les évaluer et d'établir des notations .

### Divers
Il n’existe pas aujourd’hui de classification hôtelière internationale. Les tentatives d'unifier les systèmes de classification et de notation par étoiles ont toutes échoué jusqu’à ce jour.[réf. nécessaire]

## Classification des restaurants
C'est le Guide Michelin rouge qui décerne le premier des étoiles aux restaurants à partir de 1931. "Le terme « macaron » est fréquemment utilisé, à tort, à la place de celui d'« étoile ». Selon Michelin, un ancien journaliste aurait utilisé ce terme pour éviter des répétitions dans un article, créant ainsi cette confusion."
Ainsi, chaque année, des étoiles sont attribuées aux restaurants jugés les meilleurs par l'équipe des inspecteurs anonymes du Michelin.